# Paraxonique
Le terme paraxonique qualifie un autopode dont l'axe fonctionnel est légèrement déplacé vers l'extérieur par rapport à l'axe théorique initial et passe entre les doigts III et IV. Ce type d'organisation est caractéristique des Artiodactyles (ou Paridigités) (ex : hippopotame, porc, girafe…).